# SpVgg Weiden 2010
Spielvereinigung Weiden 2010 e. V. é uma agremiação esportiva alemã, fundada a 19 de janeiro de 1924 e refundada a 21 de dezembro de 2010, sediada em Weiden, em Oberpfalz, estado da Baviera.
Atuando na quarta divisão, a Regionalliga Süd, na temporada 2010-2011, o clube foi obrigado a declarar falência por dever mais de 1 milhão de euros. Incapaz de levantar fundos suficientes para continuar a competir no campeonato, o Weiden declarou a 30 de novembro de 2010, que seria retiraria o seu time do certame e, assim, seria automaticamente rebaixado da Regionalliga. Todos os seus resultados na temporada foram declarados nulos.

## História
A equipe de futebol surgiu a partir do estabelecimento, em 1912, do clube ginástica de Turnerbund Weiden. A parte futebolística tornou-se independente a 19 de janeiro de 1924 e obtiveram algum sucesso no início da captura de títulos locais no mesmo ano e, em 1931, ganhou a promoção à Bezirksliga Bayern por uma temporada. Entre 1929 e 1934, o time estava unido com o Fußball Clube Windischeschenbach para atuar como SpVgg Weiden-Windischeschenbach.
Em 1934, a equipe se qualificou para atuar na Gauliga Bayern, uma das dezesseis divisões de voo superior formadas, em 1933, a partir da reorganização do futebol alemão sob a égide do Terceiro Reich. O time, contudo, foi rebaixado por apenas uma temporada, mas voltou à Gauliga, em 1941, após uma união com o Reichsbahn SV Weiden como parte do combinado de guerra Reichsbahn Sport-und Spielvereinigung Weiden. A equipe permaneceria na primeira divisão até o final da Segunda Guerra Mundial.
Depois do conflito mundial, o SpVgg Weiden retomou sua antiga denominação e caiu para o menor nível de futebol antes de fazer um retorno à Landesliga Bayern (II), em 1947, fazendo uma aparição fugaz na temporada 1954-1955. Posteriomente, o time passou a atuar na Amateurliga Bayern (III), geralmente obtendo bons resultados.
O clube não se classificou para a nova Amateurliga Bayern e teve que participar da camada quatro, a Landesliga Bayern-Mitte. O time conquistou o título, avançando para a Regionalliga Süd em sua primeira temporada de volta da Amateurliga. O Weiden só conseguiu se manter por uma temporada na Regionalliga e retornaria à Amateurliga em 1966. Permaneceria nessa divisão como um time forte, conseguindo o segundo lugar em 1971 e 1972, mas, em 1975, acabou rebaixado.
De 1977 a 1981, o Weinden teve uma queda vertiginosa chegando a cair para Bezirksliga, a quinta divisão, mas depois voltou à Landesliga e, posteriormente à Amateur Oberliga Bayern em 1985.
Durante os anos 1980 e, em em meados dos anos 1990, o time atuou na terceira divisão e, após uma reestruturação da liga, o módulo viraria a quarta camada, a Oberliga Bayern. No início dos anos 1990, a equipe fez suas primeiras aparições na Copa da Alemanha, tanto em 1991, como em 1992. Após um início vacilante, o Weiden chegaria à Oberliga ao conquistar a Landesliga Bayern (V), em 2006. Nas temporadas 2006-2007 e 2007-2008, terminou em oitavo. Já a temporada 2008-2009 se mostrou de grande êxito, pois o time ganhou o título e a consequente promoção para a Regionalliga Süd, uma liga, à qual não jogava desde 1966. Contudo, o sucesso só perduraria por apenas duas temporadas. A associação veio a declarar falência, perdeu sua licença e foi automaticamente rebaixada para o nível (VII), a Bezirksoberliga Oberpfalz.
O clube foi então reformado como SpVgg Weiden 2010 e continua em campo com uma equipe na Landesliga, na temporada 2010-2011. Curiosamente a equipe número 2 foi elevada ao status de primeiro time, mas o rebaixamento foi enorme sofrimento. O clube, no entanto, cumpriu todas as normas de qualificação da Associação de Futebol da Baviera para continuar na camada abaixo, a  Bezirksoberliga Oberpfalz ao invés de retomar da menor divisão existente, a décima-primeira.
O SpVgg Weiden, historicamente, sempre contou com uma juventude forte. Em 2010, a sua equipe sub-15 foi destaque da Las Vegas Mayor's Cup International Soccer Tournament, um dos torneios juvenis de futebol de maior importância dos Estados Unidos.

## Estádio
O SpVgg Weiden manda seus jogos no Stadion am Wasserwerk, inaugurado em 1928, e capacitado para receber 10 mil espectadores. Apesar disso, o número recorde foi o de 15 mil torcedores durante uma partida contra o Sport- und Schwimmverein Jahn 2000 Regensburg. O resultado foi uma derrota dos mandantes por 3 a 0.

## Títulos
| - Upper Palatinate/Lower Bavaria championship - Campeão: (3) 1934, 1940, 1941; - Oberliga Bayern (V) - Campeão: (3) 1954 (sul), 1965, 2009; - Vice-campeão: (2) 1971, 1972; - Landesliga Bayern (V) - Campeão: (5) 1954, 1964, 1985, 1988, 2006; - Vice-campeão: 1995; | - Bavarian Cup - Vencedor: 2009; - Oberpfalz Cup - Vencedor: (3) 1996, 1997, 2009; |

### Categorias de base
- Campeão sub-19 da Bávaria
  - Vice-campeão: 1962;

## Participações na Copa da Alemanha
O clube se qualificou para a primeira fase da Copa da Alemanha, a DFB-Pokal, por três vezes, a mais recente em 2009
| Temporada | Fase          | Datas               | Casa         | Fora              | Resultado            | Público |
| 1990–1991 | Primeira fase | 4 de agosto de 1990 | SpVgg Weiden | SV Werder Bremen  | 1 a 2                |         |
| 1991–1992 | Primeira fase | 1 de agosto de 1991 | SpVgg Weiden | SV Darmstadt 98   | 1 a 2 na prorrogação |         |
| 2009–2010 | Primeira fase | 1 de agosto de 2009 | SpVgg Weiden | Borussia Dortmund | 1 a 3                | 9.765   |

## Cronologia recente
A recente performance do clube:

### SpVgg Weiden
| Temporada | Divisão                   | Módulo | Posição |
| 1999–2000 | Oberliga Bayern           | IV     | 6ª      |
| 2000–01   | Oberliga Bayern           | IV     | 3ª      |
| 2001–02   | Oberliga Bayern           | IV     | 12ª     |
| 2002–03   | Oberliga Bayern           | IV     | 10ª     |
| 2003–04   | Oberliga Bayern           | IV     | 13ª     |
| 2004–05   | Oberliga Bayern           | IV     | 17ª ↓   |
| 2005–06   | Landesliga Bayern         | V      | 1ª ↑    |
| 2006–07   | Oberliga Bayern           | IV     | 8ª      |
| 2007–08   | Oberliga Bayern           | IV     | 8ª      |
| 2008–09   | Oberliga Bayern           | V      | 1ª ↑    |
| 2009–10   | Regionalliga Süd          | IV     | 10ª     |
| 2010–11   | Regionalliga Süd          | IV     | 18ª ↓   |
| 2011–12   | Bezirksoberliga Oberpfalz | VII    | 3ª ↑    |
| 2012–13   | Landesliga Bayern Nordost | VI     | ª       |

### SpVgg Weiden II
| Temporada | Divisão                        | Módulo | Posição      |
| 1999–2000 | Bezirksliga Oberpfalz-Nord     | VI     | 3ª           |
| 2000–01   | Bezirksliga Oberpfalz-Nord     | VI     | 7ª           |
| 2001–02   | Bezirksliga Oberpfalz-Nord     | VI     | 6ª           |
| 2002–03   | Bezirksliga Oberpfalz-Nord     | VI     | 10ª          |
| 2003–04   | Bezirksliga Oberpfalz-Nord     | VI     | 13ª ↓        |
| 2004–05   | Kreisliga Amberg-Weiden        | VII    | 4ª           |
| 2005-06   | Kreisliga Amberg-Weiden        | VII    | 8ª           |
| 2006–07   | Kreisliga Amberg-Weiden Nord   | VII    | 1ª ↑         |
| 2007–08   | Bezirksliga Oberpfalz-Nord     | VII    | 1ª ↑         |
| 2008–09   | Bezirksoberliga Oberpfalz      | VII    | 2ª ↑         |
| 2009–10   | Landesliga Bayern              | VI     | 12ª          |
| 2010–11   | Landesliga Bayern-Mitte        | VI     | 18ª ↓        |
| 2011–12   |                                |        | Não competiu |
| 2012–13   | Kreisklasse Amberg-Weiden West | IX     | ª            |